# Rheinbahn (onderneming)
De Rheinbahn is een vervoerbedrijf dat het openbaar vervoer verzorgt in de plaatsen Düsseldorf, Meerbusch en de Kreis Mettmann in de Duitse deelstaat Noordrijn-Westfalen. 
Het bedrijf werd op 25 maart 1896 in Düsseldorf met de naam "Rheinische Bahngesellschaft AG" opgericht door de ondernemer Heinrich Lueg. De leiding van het vervoersbedrijf was in handen van de ervaren gemeentelijke bestuurskundige Friedrich Haumann. Het hoofdkantoor bevindt zich in Oberkassel op de linker Rijnoever, destijds een nieuw stadsgedeelte. 
Daarnaast zijn er een aantal interlokale uitlopers van de Stadtbahn en tram naar Krefeld, Duisburg en Neuss en buslijnen, voormalige tramlijnen, naar onder meer Wuppertal en Solingen. Het netwerk bestaat uit de Stadtbahn van Düsseldorf, met 11 Stadtbahnlijnen (lightrail), de tram van Düsseldorf en 92 buslijnen. Die eerste twee hebben een gezamenlijke netlengte van 285,2 km en in 2022 vervoerde men gemiddeld 570.000 passagiers per dag.

## Trammaterieel
Naast 429 bussen, waarvan 190 geleed, heeft de Rheinbahn ook nog 318 tram en Stadtbahnrijtuigen in dienst.
| Naam         | Foto | Bouwjaar | Aantal   | Assen | Lengte | Opmerkingen                                                    |
| ------------ | ---- | -------- | -------- | ----- | ------ | -------------------------------------------------------------- |
| Düwag GT8SU  |      | 1973-75  | 22 (69)  | 8     | 26,1 m | In 1981-83 geschikt gemaakt voor tunneltrajecten.              |
| Düwag B80D   |      | 1981-93  | 98 (102) | 6     | 28,0 m | De eerste 12 met wagenbakken van staal, overige van aluminium. |
| Düwag NF6    |      | 1996-99  | 47 (48)  | 6     | 28,6 m | –                                                              |
| Siemens NF10 |      | 2000-02  | 36 (36)  | 10    | 40,0 m | Op basis van de Combino.                                       |
| Siemens NF8  |      | 2003     | 15 (15)  | 8     | 30,0 m | Op basis van de Combino.                                       |
| Siemens NF8U |      | 2006-12  | 75 (76)  | 8     | 32,6 m | Op basis van de Combino.                                       |
| Alstom HF6   |      | 2018-24  | 30 (59)  | 6     | 28,0 m | –                                                              |
| Siemens HFx  |      | 2025-27  | 0 (91)   | 6     | 28,0 m | Bestelling samen met 18 stuks voor de DVG.                     |

## Website
- https://www.rheinbahn.de (raadpleegbaar in het Nederlands)